# Jüdischer Friedhof (Chrzanów)

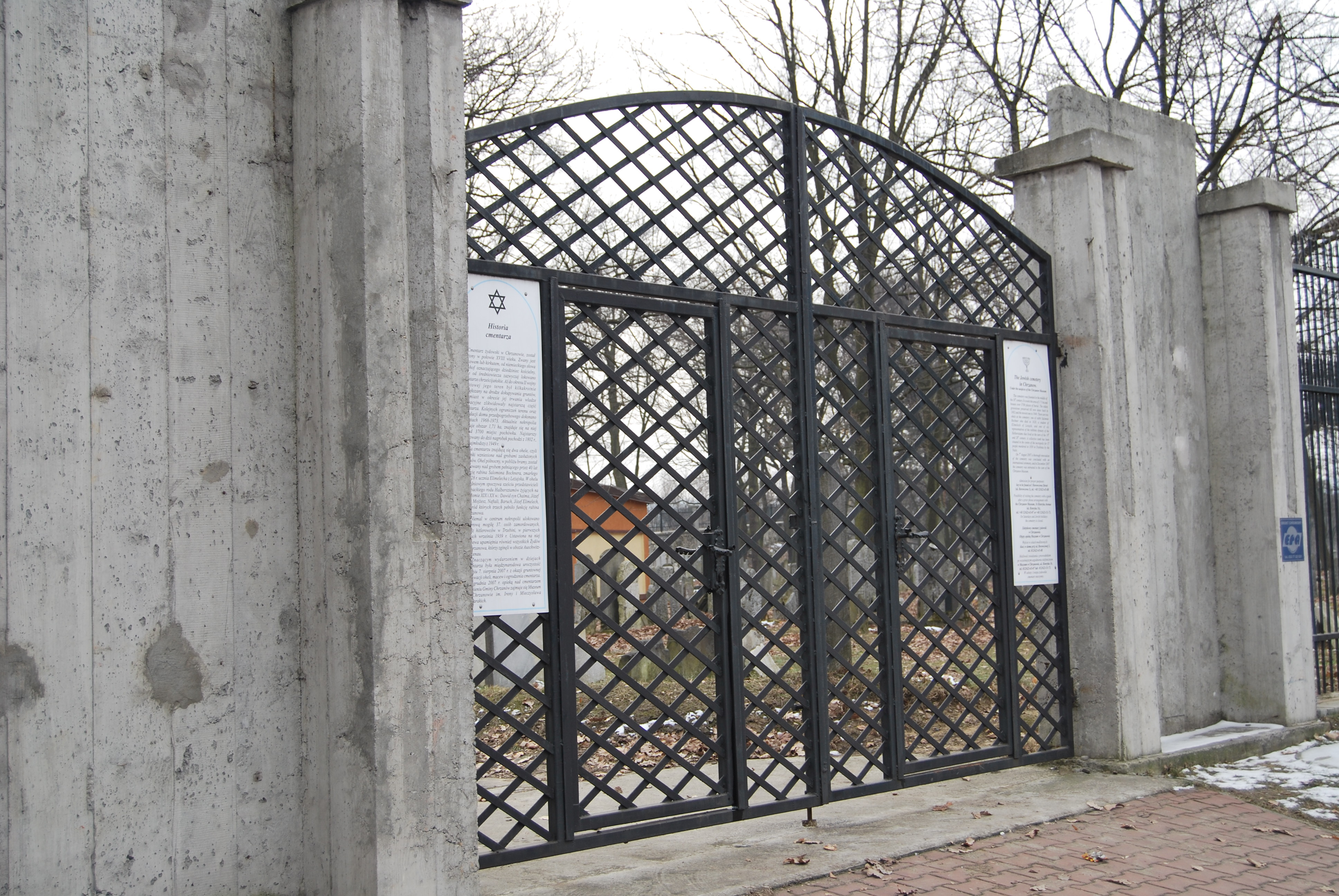
Eingang zum jüdischen Friedhof in Chrzanów

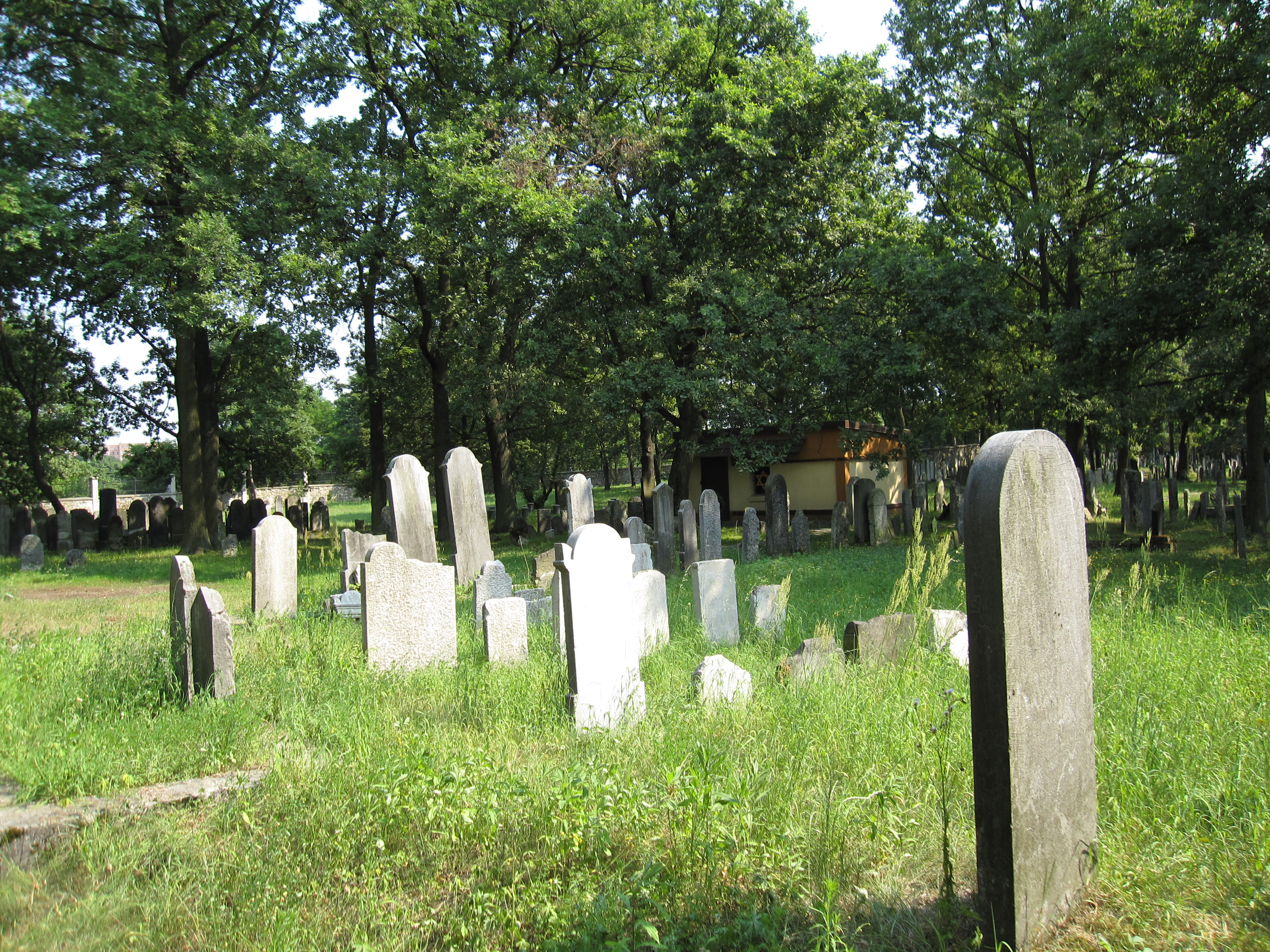
Grabsteine

Der Jüdische Friedhof in Chrzanów, einer polnischen Stadt in der Woiwodschaft Kleinpolen, wurde in den 1760er Jahren angelegt. Der jüdische Friedhof ist ein geschütztes Kulturdenkmal.
Auf dem circa 1,71 Hektar großen Friedhof sind heute noch etwa 1500 Grabsteine vorhanden, der älteste stammt aus dem Jahr 1802. Im Jahr 1949 fand die letzte Bestattung statt.

## Bestattete Persönlichkeiten
- Rabbiner David Halberstam (gest. 1894)